# Aulocara femoratum
Espèce
Aulocara femoratum, de nom commun criquet à croix blanche, est une espèce nord-américaine d'orthoptères de la famille des Acrididae.

## Description
Les imagos du criquet à croix blanche sont de taille moyenne avec une apparence générale similaire à Aulocara elliotti. La tête est visiblement grande ; la plupart des individus ont une strie verticale sombre au-dessus de l'articulation avant de la mandibule (courte distance sous l'œil composé). Le disque du pronotum est sombre et marqué par des lignes claires formant une figure en forme de X.
La marge postérieure du huitième sternum abdominal des femelles présente deux fentes profondes, qui se distinguent facilement du huitième sternum abdominal d’Aulocara elliotti. Le fémur postérieur est crème et nettement marqué par trois bandes sombres ; le tibia postérieur est bleu.
Les nymphes sont identifiables par leurs motifs de couleur, leurs structures et leur forme. Par rapport aux nymphes d’Aulocara elliotti, les nymphes du criquet à croix blanche sont de couleur plus claire avec un plus grand contraste entre la couleur de fond et les marques fusceuses.
Le poids vif des imagos mâles de la prairie mixte de l'est du Wyoming est en moyenne de 141 mg et les femelles de 460 mg (poids sec moyen des mâles 42 mg, des femelles 137 mg).

## Répartition
Aulocara femoratum habite les prairies de l'ouest des Amériques du Nord et centrale. Bien que largement répandue, son aire de répartition ne représente que 60% de celle de son congénère Aulocara elliotti. Le criquet à croix blanche se rencontre le plus souvent dans les types de végétation de la prairie d'herbes mixtes où les herbes moyennes, le Pascopyrum et Hesperostipa comata sont abondants ainsi que les prairies d'herbes courtes, la Bouteloua aristidoides. L'espèce est également présente dans les prairies à graminées, à herbes courtes et désertiques, mais aucune description d'habitats particuliers dans ces prairies n'a été publiée.

## Comportement

### Alimentation
Le criquet à croix blanche se nourrit en général d'herbes. L'examen du contenu des cultures des stades tardifs des nymphes et des imagos habitant un site de la prairie à herbes mixtes de l'est du Wyoming a révélé que les huit espèces de graminées vivaces et de carex poussant sur le site ont été mangées. Seules les graminées annuelles sénescentes, comme le brome des toits, manquaient dans le contenu des cultures. Les espèces les plus consommées sont Pascopyrum et Carex duriuscula (sv). Cette étude a également révélé une différence remarquable dans l'alimentation des imagos mâles et femelles. Les mâles ont ingéré des quantités beaucoup plus importantes d'herbes courtes et de carex, tandis que les femelles ont ingéré davantage de graminées moyennes. Ces résultats semblent être dus à des différences de comportement. Les mâles marchent beaucoup sur le sol, probablement pour trouver et courtiser les femelles, et ainsi sont en contact avec des herbes courtes plus souvent que les femelles, qui sont plus sédentaires et grimpent généralement dans les herbes moyennes à proximité pour se nourrir.
L'examen du contenu des cultures de criquets à croix blanche collectés dans les prairies désertiques du sud-ouest du Texas a révélé que Bouteloua dactyloides et Bouteloua aristidoides étaient les principales plantes hôtes. Les autres graminées trouvées dans les cultures étaient Scleropogon brevifolius (en), Digitaria cognata (en), Bouteloua curtipendula (en), Bouteloua hirsuta (en) et des espèces de Sporobolus.
La méthode d'attaque habituelle consiste pour les criquets à grimper sur une herbe moyenne, à faire demi-tour tête en bas et à se nourrir sur un bord en laissant un bord opposé étroit pendant leur progression vers la base. Ils peuvent également se nourrir à partir d'une position horizontale sur l'extrémité pâturée d'une feuille ou d'une tige, ingérant toute la largeur au fur et à mesure qu'ils la consomment jusqu'à la base. On a rarement observé que les sauterelles se nourrissent d'herbe sèche tombée et de bouse sèche de vache à partir d'une position horizontale.
Étant donné que le criquet à croix blanche se nourrit de graminées fourragères précieuses et augmente à des densités élevées dans certains habitats de la prairie mixte, il est parfois une espèce nuisible importante. C'est généralement un membre mineur d'un assemblage d'espèces nuisibles dans lequel A. elliotti ou Metator pardalinus est souvent l'espèce dominante. C'est une espèce moins nuisible que A. elliotti en raison de sa taille plus petite, de ses densités plus faibles, de sa fréquence moins fréquente et de ses habitudes alimentaires plus économes.

### Vol
Malgré leurs ailes relativement courtes, les criquets à croix blanche ont la capacité de voler et de se disperser. En vol affleuré, ils couvrent des distances de 60 à 360 cm à des hauteurs de 1 à 25 cm. Le vol est silencieux et droit.